# 太原王氏

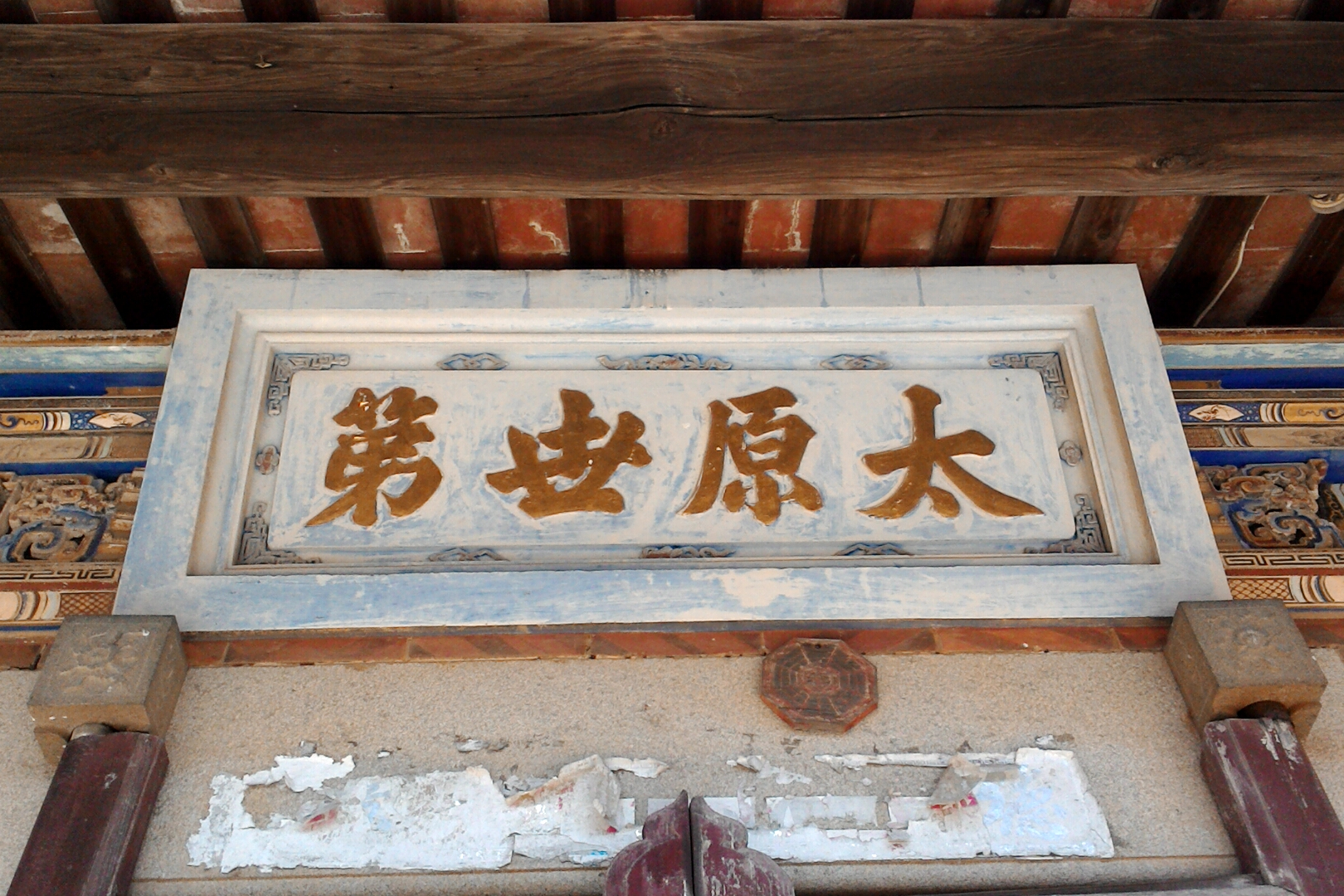
金沙鎮王姓山后聚落中的「太原世第」匾。

太原王氏是中国古代的一个以太原郡为郡望的王姓士族，从魏晋至唐朝都显赫非常，与陇西李氏、赵郡李氏、清河崔氏、博陵崔氏、范阳卢氏、荥阳郑氏合称七姓十家。
虽然与大多数王姓士族类似，太原王氏亦将家族祖先追溯至周灵王太子晋，但学者认为其有史可考的祖先最多追溯至东汉时的王柔、王澤兄弟。

## 郡望和房支
太原郡即是太原王氏的郡望，汉代后又称并州，故两者通用。晋阳王氏、祁县王氏是最主要的两大房支，故多自称太原郡（并州）晋阳县人，亦或是太原郡（并州）祁县人。晋阳王氏始祖为东汉时的王柔、王澤兄弟。祁县王氏始祖为东汉末的王允。北魏时，有乌丸王氏，自称祁县王氏后人。
至唐朝时，晋阳王氏主要房支为大房、二房、三房、四房，以及墓志记载的王济后裔、中山王氏等。祁县王氏分为王秉支、乌丸支、文中子支、王玄起支、王忠嗣支、河东王氏。

## 世族族譜舉例：王昶

### 父辈
- 父親王澤，東漢代郡太守。
- 伯父王柔，東漢護匈奴中郎将、雁門郡太守。

### 平輩
- 王機，王柔子，曹魏東郡太守。

### 子輩
- 王渾，王昶嗣子，曹魏及西晉重要將領，曾參與晉滅吳之戰，西晉官至司徒。
- 王深，王昶子，冀州刺史。
- 王淪，王昶子，大將軍參軍。
- 王湛，王昶子，汝南太守。
- 王默，王機子。
- 王沈，王機子，西晉政治人物。

### 孫輩
- 王尚，王渾長子，王渾擊退薛瑩等軍後因父功而獲封關內侯，早死。
- 王濟，王渾次子，為人奢侈。在西晉官至侍中。
- 王澄，王渾三子，王渾平滅東吳後獲封亭侯，既有辯才又有才思文采，曾任清要顯達的職位。
- 王汶，王渾四子，既有辯才又有才思文采，曾任清要顯達的職位。
- 王承，王湛子，東海國內史。
- 王佑，王默子，北軍中候。
- 王浚，王沈子，西晉末與十六囯初期地方將領。
- 王遐，王述堂叔，光祿勳。

### 曾孫輩
- 王卓，王濟庶長子，嗣子，任給事中。
- 王聿，王濟庶次子，因娶公主而封敏陽侯。
- 王述，王承子，晉尚書令、衛將軍。
- 王胄，王浚子。
- 王裔，王浚子。
- 王道素，王沈從孫，東晉孝武帝時受封為博陵公。

### 玄孫輩
- 王坦之，王述子，東晉北中郎將，徐兗二州刺史。

### 五世孫輩
- 王愷，王坦之長子，嗣子，官至丹楊尹。
- 王愉，王坦之次子，官至江州刺史。桓玄篡位時為尚書僕射。桓玄敗後因劉裕而試圖謀反，被誅殺。
- 王國寶，王坦之三子，與會稽王司馬道子專權，官至尚書左僕射。後被王恭討伐，被司馬道子殺害。
- 王忱，王坦之四子，官至荊州刺史。

### 六世孫輩
- 王綏，王愉子，與王謐、桓胤齊名，官至荊州刺史，與父謀襲劉裕被誅。
- 王納，王愉子。
- 王緝，王愉子，散騎侍郎。

### 七世孫輩
- 王慧龍，王緝子，王愉一家被誅殺時被沙門僧彬所收匿，倖免於難，後仕於北魏。

### 八世孫輩
- 王宝兴（？－？），太原郡晋阳县（今山西省太原市）人，北魏使持节、宁南将军、武牢镇都副将、长社穆侯王慧龙独子，北魏官员。

### 九世孫輩
- 王琼（？－？），字世珍，太原郡晋阳县（今山西省太原市）人，龙骧将军、长社侯王宝兴的独子，北魏官员。

### 十世孫輩：王琼四房
高宗时宰相李义府门第寒微，曾和山东士族攀婚，被拒绝，因此怀恨在心，上告高宗，怂恿高宗下诏，禁止七姓十家自以为婚姻。为巩固关陇统治集团，唐高宗下令，此七姓十家“不得自为昏（婚）”，但这实际上没有达到效果，“男女皆潜相聘娶，天子不能禁。后来武则天又利用科举扶植山东士族势力而抑制关陇集团。
- 大房王遵业，北魏司徒左长史、黄门郎
- 二房王广业，北魏太尉祭酒、太尉属、太中大夫
- 三房王延业，北魏中书郎
- 四房王季和，北魏书侍御史、并州大中正

### 大房
- 王松年，王遵业之子.
  - 王劭
- 王溥 （？－905年7月5日[1]），字德润，唐朝官员，唐昭宗年间于901年-903年间为宰相。出自太原王氏大房，堂叔祖大理卿赠左散骑常侍王正雅。祖父王堪，定陵令。父亲王聪没有记载做过官。

## 备注
1. ↑  和庆锋论文[1]中，援引的是日本学者守屋美都雄在《六朝门阀の—研究——太原王氏系谱考》一书中的观点。